# Maria Jammes
Maria Jammes (* 28. November 1939 in Essen) ist eine deutsche Politikerin, ehemals der SPD, jetzt von Bündnis 90/Die Grünen.

## Ausbildung und Beruf
Maria Jammes besuchte zunächst die Realschule. Sie absolvierte von 1956 bis 1959 eine Chemielaborantenlehre. Ihr Abitur legte sie 1962 ab. Es schloss sich eine Versicherungskaufmann-Lehre von 1962 bis 1964 an. Sie belegte an der Ruhr-Universität Bochum ein Studium, 1970 examinierte sie. Danach war sie Diplom-Sozialwissenschaftlerin. Von 1970 bis 1973 war sie als Dozentin für politische Bildung an der Friedrich-Ebert-Stiftung tätig; bis 1975 Pädagogische Mitarbeiterin an der Volkshochschule Dortmund. Ab 1975 ruhte ihr Arbeitsverhältnis gemäß Landesrechtsstellungsgesetz, 1980 schied sie aus dem Amt gemäß Abgeordnetengesetz (AbgG NW) aus.

## Politik
Maria Jammers war von 1961 bis 1997 Mitglied der SPD. Sie war Mitglied im Ortsvereins-Vorstand der SPD Essen-Holsterhausen; außerdem Mitglied im Unterbezirksvorstand der SPD Essen und Mitglied des Rates der Stadt Essen. 1963 wurde sie Gewerkschaftsmitglied, jetzt GEW. Weitere Ämter: Mitglied der Arbeiterwohlfahrt und des Deutschen Kinderschutzbundes.
Jammes trat 1997 aus der SPD aus um Mitglied der Partei Bündnis 90/Die Grünen zu werden.
Maria Jammes war vom 28. Mai 1975 bis zum 29. Mai 1985 direkt gewähltes Mitglied des 8. und 9. Landtages von Nordrhein-Westfalen für den Wahlkreis 064 Essen II bzw. für den Wahlkreis 075 Essen I.